# Acanthogobius
Acanthogobius és un gènere de peixos de la família dels gòbids i de l'ordre dels perciformes.

## Taxonomia
- Acanthogobius elongatus  (Ni & Wu, 1985)[2]
- Acanthogobius flavimanus  (Temminck & Schlegel, 1845)[3]
- Acanthogobius hasta  (Temminck & Schlegel, 1845)[3]
- Acanthogobius insularis  (Shibukawa & Taki, 1996)[4]
- Acanthogobius lactipes  (Hilgendorf, 1879)[5]
- Acanthogobius luridus  (Ni & Wu, 1985)[2][6][7][8][9][10][11]